# Mahon (Burkina Faso)
Pour les articles homonymes, voir Mahon.
Mahon est une localité située dans le département de Kangala de la province du Kénédougou dans la région des Hauts-Bassins au Burkina Faso.

## Géographie
Mahon est traversé par la route nationale 8 qui mène à la frontière malienne (vers Sikasso au Mali) et est situé à environ 9 km au nord du chef-lieu Kangala en pays sénoufos.

## Santé et éducation
Mahon accueille un centre de santé et de promotion sociale (CSPS) tandis que le centre médical avec antenne chirurgicale (CMA) se trouve à Orodara et que le centre hospitalier régional (CHR) est le CHU Souro-Sanon de Bobo-Dioulasso.
Le village possède une école primaire publique.